# Quezon
Quezon – prowincja na Filipinach, położona w środkowo-wschodniej części wyspy Luzon.
Od wschodu granicę wyznacza Morze Filipińskie, od południa graniczy z prowincjami Camarines Norte i Camarines Sur, od zachodu jest Morze Sulu i prowincje Batangas i Laguna, Rizal i Bulacan, od północy graniczy z prowincją Aurora. Powierzchnia: 8845,8 km². Liczba ludności: 1 646 510 mieszkańców (2007). Gęstość zaludnienia wynosi 186,1 mieszk./km². Stolicą prowincji jest Lucena.